# Івонн Макгіннесс
Івонн Макгіннесс (англ. Yvonne McGuinness; 12 жовтня 1972, Кілкенні, Ірландія) — ірландська художниця, яка працює в різноманітних контекстах, включаючи відеоінсталяцію та друк. Дружина ірландського актора Кілліана Мерфі.

## Життєпис
Івонн Макгіннесс народилася 12 жовтня 1972 року в Кілкенні в Ірландії, проживала в Лондоні — столиці Великої Британії, а зараз проживає в Монкстауні, графство Дублін. Івонн закінчила Королівський коледж мистецтв (англ. Royal College of Art) у Лондоні, здобувши освітній ступінь магістра.

## Творчість
Івонн — ірландська художниця, яка працює у різних напрямках, у тому числі в галузі відеоінсталяції та друку. Її роботи демонструвалися в Ірландії та Великій Британії.
Зняла також кілька короткометражних фільмів: This is between us (2011), Charlie's Place (2012) і Procession (2012).

## Особисте життя
З 1 серпня 2004 року Івонн одружена з актором Кілліаном Мерфі (нар. 1976), з яким вона зустрічалася 8 років до їхнього весілля. Подружжя має двох синів — Малачі Мерфі (нар. у грудні 2005 року) та Арона Мерфі (нар. в липні 2007 року).
Івонн — племінниця політика Джона Джея МакГіннесса.